# Kratochvilka
Kratochvilka är en ort i Tjeckien.   Den ligger i regionen Södra Mähren, i den sydöstra delen av landet, 180 km sydost om huvudstaden Prag. Kratochvilka ligger 385 meter över havet och antalet invånare är 413.
Terrängen runt Kratochvilka är varierad, och sluttar söderut.Runt Kratochvilka är det ganska tätbefolkat, med 65 invånare per kvadratkilometer. Närmaste större samhälle är Brno, 17,3 km öster om Kratochvilka. I omgivningarna runt Kratochvilka växer i huvudsak blandskog.